# Alfred Nutt
Alfred Trubner Nutt (ur. 1856, zm. 23 maja 1910) – brytyjski folklorysta. 

## Życiorys
Zajmował się literaturą Celtów. Nutt urodził się w Londynie, najstarszy syn Davida Nutta, wydawca w Londynie. Jego matka była wnuczką innego znanego wydawcy Williama Millera. Kształcił się w University College London School i College de Vitry-le-François, w Maine we Francji. Przez trzy lata odbywał praktyki w Lipsku, Berlinie i Paryżu, przed przejęciem interesów swojego ojca w 1878 roku. Nutt ufundował Folk-Lore Journal (Folklore). Został wybrany przewodniczącym Folklore Society w 1897 roku.